# Kerala fujisana
Kerala fujisana är en fjärilsart som beskrevs av Matsumura 1908. Kerala fujisana ingår i släktet Kerala och familjen trågspinnare. Inga underarter finns listade i Catalogue of Life.